# Angelo Carlos Pretti
Angelo Carlos Pretti (* 10. August 1965 in São Paulo) ist ein ehemaliger brasilianischer Fußballspieler.

## Karriere
Angelo begann seine fußballerische Laufbahn 1985 beim unterklassigen EC Corinthians aus Presidente Prudente. 1988 ging er zum Guarani FC. Mit diesem trat er in der Copa União 1988, der obersten Spielklasse Brasiliens an. Über den Botafogo FC (SP) und EC XV de Novembro (Jaú) kam er 1990 zum Erstligaklub SC Corinthians nach São Paulo. Hier soll er beim Gewinn der Série A 1990 in drei Spielen angetreten sein. Danach kehrte er zum XV de Jaú zurück.
1993 unterschrieb er einen Vertrag beim japanischen Erstligisten Yokohama Flügels. Für Yokohama bestritt er 13 Erstligaspiele und schoss dabei drei Tore. 1993 gewann er mit dem Verein den Kaiserpokal. 1994 wechselte er zum Zweitligisten Kyōto Purple Sanga. Für Kyōto bestritt er 25 Zweitligaspiele und schoss dabei 17 Tore. 1995 wechselte er zum NEC Yamagata (Montedio Yamagata). Für Yamagata bestritt er 85 Zweitligaspiele und schoss dabei 48 Tore. 1998 wechselte er zum Tokyo Gas. 1999 kehrte er in seine Heimat zurück und beschloss in dem Jahr beim EC Corinthians seine aktive Laufbahn.

## Erfolge
Corinthians
- Campeonato Brasileiro de Futebol: 1990

Yokohama Flügels
- Japanischer Pokalsieger: 1993